# Anine Bing
Anine Irmelin Bing (ur. 30 listopada 1982) – duńska modelka i piosenkarka, znana między innymi z sesji fotograficznych dla magazynów dla mężczyzn (Playboy, Slitz). Pojawiła się także cztery razy na okładce szwedzkiego Café Magazine.
Anine urodziła się w Danii, lecz później razem z rodziną przeniosła się do Szwecji. Mieszka i pracuje w Londynie, Sztokholmie, Los Angeles, Hamburgu i Johannesburgu. Karierę piosenkarki rozpoczęła w 2004 od współpracy z Universal Sweden.